# Ratzwiller
Ratzwiller település Franciaországban, Bas-Rhin megyében. Lakosainak száma 235 fő (2022. január 1.). Ratzwiller Soucht, Butten, Diemeringen, Volksberg és Waldhambach községekkel határos.

## Népesség
A település népessége az elmúlt években az alábbi módon változott:
| Lakosok száma | 253  | 254  | 256  | 254  | 250  | 245  | 241  | 241  | 235  |
|               | 2013 | 2015 | 2016 | 2017 | 2018 | 2019 | 2020 | 2021 | 2022 |